# 埃德加 (加利福尼亞州)
埃德加（英語：Edgar）是位於美國加利福尼亞州因皮里爾縣的一個非建制地區。該地的面積和人口皆未知。

## 地理
埃德加的座標為32°47′20″N 115°44′00″W / 32.78889°N 115.73333°W，而該地的平均海拔高度為-12米（即-39英尺）。